# Addison (Maine)
Addison es un pueblo ubicado en el condado de Washington en el estado estadounidense de Maine. En el Censo de 2010 tenía una población de 1.266 habitantes y una densidad poblacional de 4,87 personas por km².

## Geografía
Addison se encuentra ubicado en las coordenadas 44°30′51″N 67°42′26″O / 44.51417, -67.70722. Según la Oficina del Censo de los Estados Unidos, Addison tiene una superficie total de 260.21 km², de la cual 109.92 km² corresponden a tierra firme y (57.76%) 150.3 km² es agua.

## Demografía
Según el censo de 2010, había 1.266 personas residiendo en Addison. La densidad de población era de 4,87 hab./km². De los 1.266 habitantes, Addison estaba compuesto por el 96.45% blancos, el 0.47% eran afroamericanos, el 1.66% eran amerindios, el 0.63% eran asiáticos, el 0% eran isleños del Pacífico, el 0.08% eran de otras razas y el 0.71% pertenecían a dos o más razas. Del total de la población el 0.71% eran hispanos o latinos de cualquier raza.